# Matthew Beard
Matthew Beard (ur. 25 marca 1989 w Londynie) – brytyjski aktor filmowy.

## Filmografia

### Filmy
- 2002: Anioł dla May jako Tom
- 2003: Sons and Lovers jako młody Paul
- 2007: And When Did You Last See Your Father? jako młody Blake Morrison
- 2009: Była sobie dziewczyna jako Graham
- 2010: Pokój na czacie jako Jim
- 2011: Jeden dzień jako Murray Cope
- 2013: Hippie Hippie Shake jako Charles
- 2013: Prawdziwa historia króla skandali jako Howard Raymond

### Seriale
- 1991–1997: Soldier Soldier jako Matthew Wilton (gościnnie)
- 1997–2006: Where the Heart Is jako Michael Cross (gościnnie)
- 2012: Labirynt jako Sajhe
- 2013: Rogue jako Max Laszlo

## Nagrody i nominacje
BIFA
- 2007 – Nominacja:  Najlepszy aktor w filmie And When Did You Last See Your Father?